# Saint-Jean-Trolimon
Saint-Jean-Trolimon (en bretó Sant-Yann-Drolimon) és un municipi francès, situat a la regió de Bretanya, al departament de Finisterre. L'any 2006 tenia 954 habitants. El 17 de setembre de 2004 el consell municipal va aprovar la carta Ya d'ar brezhoneg.

## Demografia
| 1962                                       | 1968 | 1975 | 1982 | 1990 | 1999 |  |
| ------------------------------------------ | ---- | ---- | ---- | ---- | ---- |  |
| 804                                        | 758  | 666  | 735  | 727  | 845  |  |
| Des de 1962: població sense dobles comptes |      |      |      |      |      |  |

## Administració
| Període   | Identitat    | Partit |
| --------- | ------------ | ------ |
| 2001-2008 | Roger Riou   |        |
| 2008-     | Jacques Auge |        |